# Mazda Xedos 9
Mazda Xedos 9 er en øvre mellemklassebil med forhjulstræk, som blev fremstillet af Mazda mellem sommeren 1993 og slutningen af 2002. I Mazdas modelprogram var modellen placeret over Xedos 6.

## Historie
Produktionen af Xedos 9 startede i juli 1993.. På det japannske hjemmemarked hed modellen Eunos 800, og i Amerika blev den fra 1995 solgt under navnet Mazda Millenia.
I løbet af sin 9-årige byggetid gennemgik bilen flere modifikationer. Dermed fik den i starten af 1997 det nye Mazda-logo, og i midten af 1999 fulgte et mindre facelift med hvide blinklys fortil, et nyt rat og modificerede baglygter.
I oktober 2000 blev Xedos 9 igen modificeret, denne gang med større modifikationer af frontpartiet med bl.a. nye forlygter, en større kølergrill samt modificerede frontskørter og kofangere. Samtidig kom der et nyt ud- og indvendigt farveprogram samt en diskret modificeret kabine med mulighed for navigationssystem. Xedos 9 var nu som standard udstyret med el-justerbare forsæder, læderrat og -gearknop, fire airbags og TCS. Desuden blev elektrisk glasskydetag standardudstyr. Fra dette tidspunkt omfattede modelprogrammet kun 2,5-litersmotoren med 120 kW (163 hk) i kombination med automatgear.
I november 2002 blev produktionen på grund af for lave salgstal indstillet.
Modellen blev aldrig officielt markedsført i Danmark.
- Bagfra
- Mazda Xedos 9 (1997–1999)
- Mazda Xedos 9 (1999–2000)
- Mazda Xedos 9 (2000–2002)

## Teknik

### Kraftoverførsel
Xedos 9 er forhjulstrukket. Gearkassen er enten en femtrins manuel eller, som ekstraudstyr til 2,5 V6-motoren, et elektronisk styret automatgear med fire trin.

### Karrosseri
Karrosseriet er selvbærende med energiabsorberende front- og hækparti til beskyttelse af personerne på alle fem siddepladser. Bagagerummet kan rumme 407 liter.

### Undervogn
Fortil og bagtil er hjulene ophængt separat på multiledsaksler. Styretøjet er af tandstangstypen med omdrejningstalsafhængig servostyring og med et rat med integreret airbag. Vendekredsen er 12,2 meter.

### Bremser
Bremsesystemet består af en hydraulisk firehjulsbremse i et diagonalt opdelt tokredssystem. Fortil er Xedos 9 udstyret med indvendigt ventilerede skivebremser, og bagtil massive skivebremser. ABS-bremser er standardudstyr, og parkeringsbremsen virker mekanisk på baghjulene.

## Tekniske data
|                                                | 2.0                        | 2.3                        | 2.5                             | 2.5                        |
| Byggeår                                        | 7/1993−9/2000              | 2/1995−9/2000              | 7/1993−9/2000                   | 10/2000−11/2002            |
| Motordata                                      |                            |                            |                                 |                            |
| Motortype                                      | V6-benzinmotor             | V6-benzinmotor             | V6-benzinmotor                  | V6-benzinmotor             |
| Antal ventiler pr. cylinder                    | 4                          | 4                          | 4                               | 4                          |
| Ventilstyring                                  | 2 × DOHC, tandhjul/tandrem | 2 × DOHC, tandhjul/tandrem | 2 × DOHC, tandhjul/tandrem      | 2 × DOHC, tandhjul/tandrem |
| Fødesystem                                     | Multipoint                 | Multipoint                 | Multipoint                      | Multipoint                 |
| Trykladning                                    | –                          | Kompressor                 | –                               | –                          |
| Køling                                         | Vandkøling                 | Vandkøling                 | Vandkøling                      | Vandkøling                 |
| Boring × slaglængde                            | 78,0 × 69,6 mm             | 80,3 × 74,2 mm             | 84,5 × 74,2 mm                  | 84,5 × 74,2 mm             |
| Slagvolume                                     | 1995 cm³                   | 2255 cm³                   | 2497 cm³                        | 2497 cm³                   |
| Kompressionsforhold                            | 9,5:1                      | 10,0:1                     | 9,2:1                           | 9,2:1                      |
| Maks. effekt ved omdr./min.                    | 105 kW (143 hk) 6000       | 155 kW (211 hk) 5300       | 123 kW (167 hk) 6000            | 120 kW (163 hk) 6000       |
| Maks. drejningsmoment ved omdr./min.           | 176 Nm 5000                | 290 Nm 3700                | 212 Nm 4900                     | 212 Nm 5000                |
| Kraftoverførsel                                |                            |                            |                                 |                            |
| Drivende hjul                                  | Forhjul                    | Forhjul                    | Forhjul                         | Forhjul                    |
| Gearkasse (standardudstyr)                     | 5-trins manuel             | 4-trins automatisk         | 5-trins manuel                  | 4-trins automatisk         |
| Gearkasse (ekstraudstyr)                       | –                          | –                          | 4-trins automatisk              | –                          |
| Præstationer1                                  |                            |                            |                                 |                            |
| Topfart                                        | 202 km/t                   | (230 km/t)                 | 220 km/t (210 km/t)             | (207 km/t)                 |
| Acceleration 0-100 km/t                        | 10,7 sek.                  | (9,4 sek.)                 | 8,6 sek. (11,1 sek.)            | (11,0 sek.)                |
| Brændstofforbrug pr. 100 km ved blandet kørsel | 7,7 liter Blyfri 95        | (8,0 liter) Blyfri 95      | 8,4 liter (8,5 liter) Blyfri 95 | (8,1 liter) Blyfri 95      |

Alle motorer er som standard udstyret med reguleret trevejskatalysator og monteret fortil på tværs. De er ikke E10-kompatible.